# На-На
«На-На» — радянський і російський поп-гурт з Москви. Заснований в 1989 році Барі Алібасовим. Згодом склад групи неодноразово змінювався, і з «канонічного» списку учасників залишилися лише Володимир Політов і В'ячеслав Жеребкин. Гурт є володарем національної музичної премії «Овація» в 1994 і 1995 роках.

## Історія групи

### Створення групи
Група «На-На» була задумана Барі Алібасовим ще в 1988 році. За його задумом, колектив повинен був грати в стилі диско-поп, але також використовувались елементи інших жанрів, таких як рок, джаз і фолк. Алібасов розробив сценічні образи учасників майбутньої групи: молоді музиканти, у віці 18-25 років, що співають, пластичні, володіють акторським даром, чарівністю. Продюсер майбутньої групи пізніше згадував: «Мені потрібні були, в першу чергу, багатосторонні артисти. Я збирався робити шоу».
У червні 1989 року Алібасов з підприємцем Анісом Мухамедшин оголосили відбір в нову групу через газету «Московський комсомолець». У ньому взяли участь понад 700 осіб. Алібасов вибрав лише двох претендентів - Володимира Льовкіна та Олександра Запорожця. Сам Льовкін згадував: «Я прийшов, встромив гітару, почав співати свою пісню, заспівав куплет з приспівом. І якийсь чоловік за пультом сказав: "Через два дні приїжджайте - буде перша репетиція"».
До першого складу групи увійшли Володимир Льовкін (вокал, ритм-гітара) і Олександр Запорожець (клавішні, вокал) разом з колишніми учасникам іншої групи Алібасова «Інтеграл» Валерієм Юрін (вокал, соло-гітара) і Мариною Хлєбниковою (вокал). Трохи пізніше до групи прийшли Андрій Ктітарев (клавішні), Ігор Павленко (саксофон), Олександр Карпухін (бас-гітара, вокал) і Валерій Бурнейко (ударні, вокал). Музичне керівництво здійснював Сергій Шмельов («Інтеграл»)
Репетиції почалися в московському театрі Айседори Дункан і тривали по 14-16 годин на день. Над хореографією і пластикою працювали Микола Добринін та Анна Терехова - артисти Театру Романа Віктюка. Ставив шоу ленінградський режисер - авангардист Сергій Гельсінфорскій, який співпрацював з «Інтегралом». Підбором репертуару займався сам Алібасов.

### 1989 рік

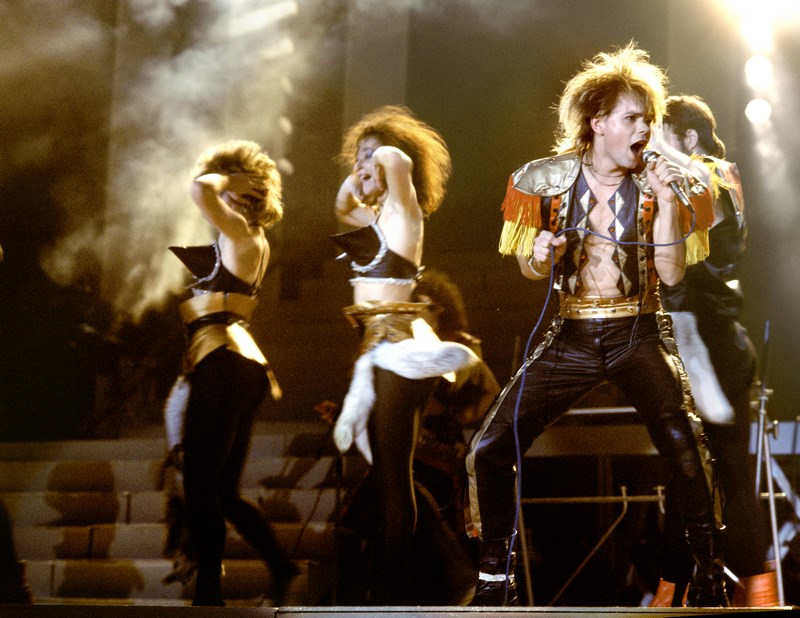
Перша поява на публіці групи «На-На» (1989 рік)

У червні 1989 року в Москві відбувся міжнародний фестиваль поп-музики «Face to Face» («Обличчям до обличчя») за участю європейських зірок музики та кіно. 6 червня «На-На» вийшли на сцену фестивалю з піснями «Дівча з Машмета» і «Пустельний пляж». Фестиваль вів актор і конферансьє Олег Марус. З чуток, за лаштунками учасники концерту «стріляли» у нього сигарети, і Марусів відповідав: «на, на…». Так він і оголосив безіменний ансамбль: «На сцені - група "На-На"». Після фестивалю група «На-На» потрапила в десятку хіт-параду газети «Вечірня Москва». У столичному виданні писали: «Сенсацією стала поява серед лідерів молодої групи "На-На". Кілька днів тому вона з успіхом виступила в спорткомплексі "Олімпійський" в програмі міжнародного музичного фестивалю "Музика-89". І ось вже пісні у виконанні молодих артистів звучать по радіо і з екранів телевізорів. Безумовно, успіх». За підсумками 1989 року «Музичний марафон» газети «Вечірня Москва» назвав групу «Відкриттям року».
У вересні 1989 року пісня «Пустельний пляж» потрапила в хіт-парад «Звукова доріжка" МК "». У листопаді того ж року в складі делегації академічних виконавців (ансамбль «Російська пісня», Симфонічний оркестр театру ім. Станіславського і ін. ) Група «На-На» дала три концерти в Чехословаччині в рамках міжнародного фестивалю «Дні Москви в Празі». На одному з концертів «На-На» ділили сцену зі знаменитим джаз-оркестром Карела Влаха. У Празі не обійшлося без казусів: у Празькій опері групі «На-На» з солістом Олександром Запорожцем заборонили виконувати пісню «Сюзанна», автором якої був відомий поет-дисидент Іржі Сухі (Jiři Suchý).
В кінці 1989 - початку 1990 року група «На-На» записала першу платівку-міньйон з чотирма піснями: «Пустельний пляж», «Медовий місяць (Не одружуйся)», «Ти і я» і «Бабуся Яга». Перша і остання пісні потрапили в хіт-парад рубрики «Звукова доріжка» газети «Московський комсомолець». Були зняті кліпи на пісні «Пустельний пляж» і «Не одружуйся». Почалася робота над записом платівки з 17 пісень, що вийшла на початку 1991 року.

### 1990-1991
У 1990 році соліст-вокаліст Олександр Запорожець прийняв запрошення співака і композитора Леоніда Агутіна та перейшов до нього поєднуючи роботу в колективі Марини Хлєбникової і продовжуючи навчання в Музичному училищі імені Гнесіних по класу вокалу педагога Наталії Андріанової. Влітку 1990 року в складі «На-На» з'явився новий вокаліст і бас-гітарист - брюнет Володимир Політов, зовні контрастувати з блондином Володимиром Льовкін. Дует миттєво став популярним.
У листопаді 1990 року «На-На» стала переможцем музичного телешоу «50х50», виконавши пісню «Бабуся Яга». Вперше в історії конкурсу відразу три журі - професійне, глядацьке і спонсорське - одноголосно присудили групі перше місце. У грудні 1990 року група стала лауреатом телевізійного конкурсу «Пісня-90» з веселою диско-піснею «Ескімос і папуас», де ескімосом був Льовкін, папуасом - Юрін. В кінці 1990 року Алібасов змінив інструментальну групу.
19-21 квітня 1991 року в Державному центральному концертному залі «Росія» група показала своє перше шоу «Історія одного бенефісу». У пісні «Ескімос і папуас» артисти з'явилися на сцені зухвало оголеними. На противагу їм, балет був одягнений в песцеві шуби. Шоу «Історія одного бенефісу» було показано на Центральному телебаченні Держтелерадіо СРСР і викликало скандал: оголені тіла редактори прикрили строгими вечірніми костюмами. Але «еротична» версія потрапила на телеканал «2x2». Алібасов згадував: «Мета була досягнута. Музиканти вперше "заявили", що секс в СРСР є. Глядачі звернули увагу на групу "На-На", одягнену в костюми, яких ніколи не було на радянському телеекрані ». Група стала завсідником телевізійних передач.

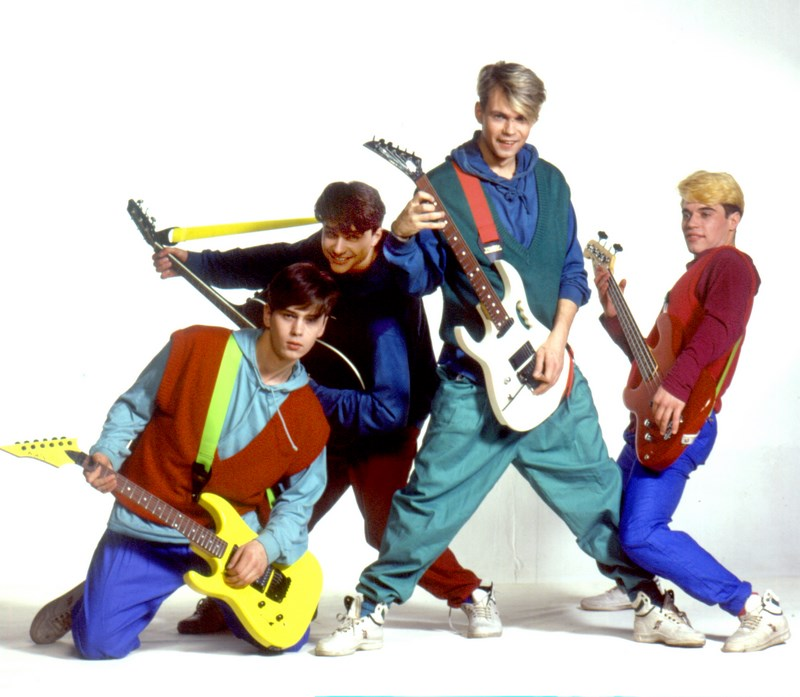
«Золотий склад» групи «На-На»: Політов, Асимов, Льовкін, Жеребкин (1991 рік)

У 1991 році вийшла перша платівка групи - «На-На 91» з 9 композиціями, серед яких «Світло у вікні», «Ескімос і папуас», «Хлопчик в кепочці», «Від долі не втечеш» та інші. Частина пісень була записана в студії Gala Records . Влітку 1991 року кінорежисер Заал Какабадзе зняв музичний художній фільм «Сонце, повітря і ... На-На». Головні герої фільму - зіграли самих себе Володимир Політов і Володимир Льовкін - за сюжетом були закохані в Марину Хлєбникову. До кінця 1991 року Алібасов прийняв в «На-На» ще двох солістів - В'ячеслава Жеребкина (бас-гітара, вокал) і Володимира Асімова (гітара, вокал). Пізніше цей склад преса назвала «золотим».
В інструментальний ансамбль, який супроводжує четвірку солістів, увійшли: Андрій Ктітарев (клавіші, музичний керівник), Ігор Павленко (саксофон), Сергій Крилов (ударні, згодом директор групи «Ранетки»). Була створена танцювальна група під керівництвом Андрія Лебедєва, в яку увійшли Павло Соколов, Ольга Шатілова, Наталія Белей. У 1991 році за опитуванням читачів газети «Вечірня Москва» «На-На» посіла перше місце серед поп-груп в конкурсі «Музичний марафон».

### 1992-1993
У 1992 році група почала тур по Сибіру і Далекому Сходу. «На-На» стала першою поп-групою, яка вийшла на сцену Кремлівського палацу з'їздів. У концерті взяв участь соліст групи «Modern Talking» Томас Андерс. За Першому каналу Останкіно була показана телеверсія концерту.
У 1992 році компанія звукозапису «Орфей рекорд» випустила другу платівку гурту «На-На» з десятьма піснями, що отримала назву «Фаїна». Пісня «Фаїна» вийшла на перше місце хіт-параду «Зоряна доріжка» газети «Московський комсомолець» і більше трьох років трималася в хіт-парадах країни. Восени 1992 року на кіностудії «Мосфільм» група зняла на пісню еротичний кліп. У головних ролях виступали солісти групи «На-На» і актор Станіслав Садальський. Кліп мав дві версії - «цензурну» і «нецензурну». За спогадами Алібасова, «нецензурний» варіант кілька разів пройшов по комерційному каналу 2x2, після чого був заборонений до показу. Через 20 років, в 2012 році, кліп був викладений в Інтернет і знову став доступний для перегляду.
У жовтні 1992 року почалися закордонні гастролі групи в Німеччині, Туреччині та США (щоденні виступи в нью-йоркському клубі «Распутін» і Бостоні ). Незважаючи на постійні гастролі, група «На-На» продовжувала випускати нові пісні. Володимир Асимов почав 1993 рік композиціями «Їду до миленької», «Де ти була» ; В'ячеслав Жеребкин - піснею «Білий пароплав», Володимир Політов - «Красива, поїхали кататися». У 1993 році з'явилася пісня «Впав капелюх». Алла Пугачова взяла цю пісню в телешоу «Різдвяні зустрічі», а для зйомок привезла з Німеччини близько ста пластикових капелюхів.
У 1993 році телеканал РТР показав фільм «Свято на ім'я На-На», де музичні номери чергувалися з сюжетами з повсякденного життя групи. У зйомках взяли участь ансамбль Надії Бабкіної «Російська пісня», Махмуд Есамбаєв, Олександр Ширвіндт, Юхим Шифрін, Олександр Назаров, Йосип Кобзон, Михайло Шабров, Іван Демидов, В'ячеслав Зайцев. У червні «На-На» отримала гран-прі фестивалю «Шлягер-93» в Санкт-Петербурзі. З квітня 1993 року група гастролювала по країнах СНД (в Білорусії і Росії пройшли концерти з Томасом Андерсом ) і за кордоном - на Алясці, в містах Фербанкс і Анкорідж. У липні пройшли гастролі «На-На» в Ізраїлі. У серпні група стала лауреатом міжнародного фестивалю «Гардемарини естради» в Сочі. Того ж літа група вперше виступає на міжнародному фестивалі «Слов'янський базар» у Вітебську.

### 1994-1995
14 січня 1994 року група «На-На» вперше стала лауреатом національної російської музичної премії в області видовищ та популярної музики «Овація». Вона стала переможцем в номінації «Краща поп-група року» та «Шлягер року» (за хіт «Фаїна»). Тоді ж в січні «На-На» дає успішні концерти в Болгарії і бере участь у фестивалі «Діскавері-94» в місті Варна.
Група вступила в організацію «FIDOF» (Міжнародна федерація фестивальних організацій) при ЮНЕСКО та підписала контракт про подання організації в США, Португалії та Македонії. Влітку група знову виступає на «Слов'янському базарі», а в серпні 1994 року, з нагоди виведення радянських військ з Німеччини, «На-На» дала по концерту на центральній площі Берліна і в залі «Фрідріхштадтпалас». У жовтні група запрошена в якості почесних гостей на фестиваль «Макфест-94» в Македонії. У листопаді група знову виступила в Нью-Йорку. В кінці 1994 року «На-На» знову взяла участь в «Різдвяних зустрічах» Алли Пугачової. Володимир Політов згадував: «У 1994 році ми дали 865 концертів». За словами іншого соліста, В'ячеслава Жеребкина, «в середньому ми давали по три концерти в день. Перший починався о 13 годині і зал був битком ».
У 1995 році завершилася робота над альбомом «На-Настальгия». Прем'єра шоу «На-Настальгия» відбулася в ГЦКЗ «Росія» в Москві. У шоу брали участь більше двохсот артистів, серед яких етнічні барабанщики з Кенії, афроамериканські танцівниці з Лас-Вегаса, індіанські музиканти з Болівії, джаз-оркестр Олега Лундстрема, симфонічний оркестр Народної артистки СРСР Вероніки Дударєва, чукотський ансамбль «Ергирон». Музичними керівниками шоу були композитор Володимир Доленко і Ніна Савицька. Шоу «На-Настальгия» продовжилося в концертному залі «Ювілейний» Санкт-Петербурга, а потім по Росії і за кордоном. У червні 1995 року група виступила на фестивалі «Кінотавр» в Сочі. У грудні 1995 року групу «На-На» запросили в Таїланд члени сім'ї короля Рами IX на святкування 50-річчя його коронації. За підтримки королівської сім'ї в Таїланді в 1995 році вийшов альбом «Квіти», де «На-На» виконали пісні тайською мовою. Королівська друкарня випустила фотоальбом групи. За мотивами цього шоу було знято 4 документальних фільми.

### 1996-1997
На початку 1996 року група продовжила гастролювати з програмою «На-Настальгия». Журналісти телеканалу ТВ-6 Москва створили цикл сюжетів про гастрольного життя групи «На-На», які виходили кілька разів на тиждень. Був також створений двосерійний телефільм «Країна На-На». У 1996 році група «На-На» здійснила міжнародний тур з нагоди перенесення столиці Казахстану з Алма-Ати в Астану. Тур розпочався в містах Казахстану, завершився на стадіоні «Лужники» в Москві, а потім в Парижі, Берліні, Тель-Авіві .
У 1996 році вийшов альбом «Ніч без сну» з 12 композицій. Частина пісень - вже «розкручені» хіти групи («Їду до миленької», «Якщо б не було ночей», «Пустельний пляж»), частина - нові композиції («Відчуття», «Свічки запали», «От і все», «Метелик»). У тому ж році були випущені альбоми «Все життя - гра» і «17 кращих пісень».
Навесні 1997 року почалася робота над черговим концертним шоу «Прикинь, так ?!». У кожній пісні «На-На» поставала в різних образах: моряки, ковбої, шпигуни, космонавти. На сцені використовувалася справжня військова техніка, мотоцикли, автомобілі. Модельєри В'ячеслав Зайцев, Наталя Нафталієва і Юрій Арс створили більше 300 костюмів. Декорації створив Борис Краснов. Ілюзійні трюки для шоу поставив фокусник-ілюзіоніст Анатолій Немет. З цією програмою група гастролювала в Росії, Ізраїлі, Канаді, США, Таїланді та Шрі-Ланці. У шоу «Прикинь, так ?!» в якості соліста дебютував Павло Соколов, артист балету групи. У червні 1997 року група виступила з цим шоу на фестивалі «Кінотавр» в Сочі.
Студією Red Records був виданий альбом «Прикинь, так? ! », А в Санкт-Петербурзі кліпмейкером Олегом Гусєвим був знятий однойменний кліп.
У вересні 1997 року «На-На» уклала контракт з великою компанією звукозапису Sony Music на запис альбому Those were the days французькою та англійською мовами для французького ринку. В альбомі була тільки одна пісня - «Дорогой длинною» («Those were the days»), представлена в різних аранжуваннях. Менеджером проєкту була Лінн Стамбулі, продюсером - Мікаель, яка працювала з французькою співачкою Далідою. До групи був прийнятий молодий артист з США Еван Фармер.
Протягом року «На-На» взяли участь в музичній телепередачі «Facile a chanter» на каналі «France 3». Альбом Those were the days не вдалося випустити через авторські права. Виявилося, що міжнародні права на пісню «Дорогою довгою» належать Полу Маккартні, який свого часу був продюсером фолк-співачки Мері Хопкін, що стала популярною саме завдяки пісні «Those were the days». Продаж альбому була заборонена і Sony Music призупинила контракт з групою.

### 1998-1999

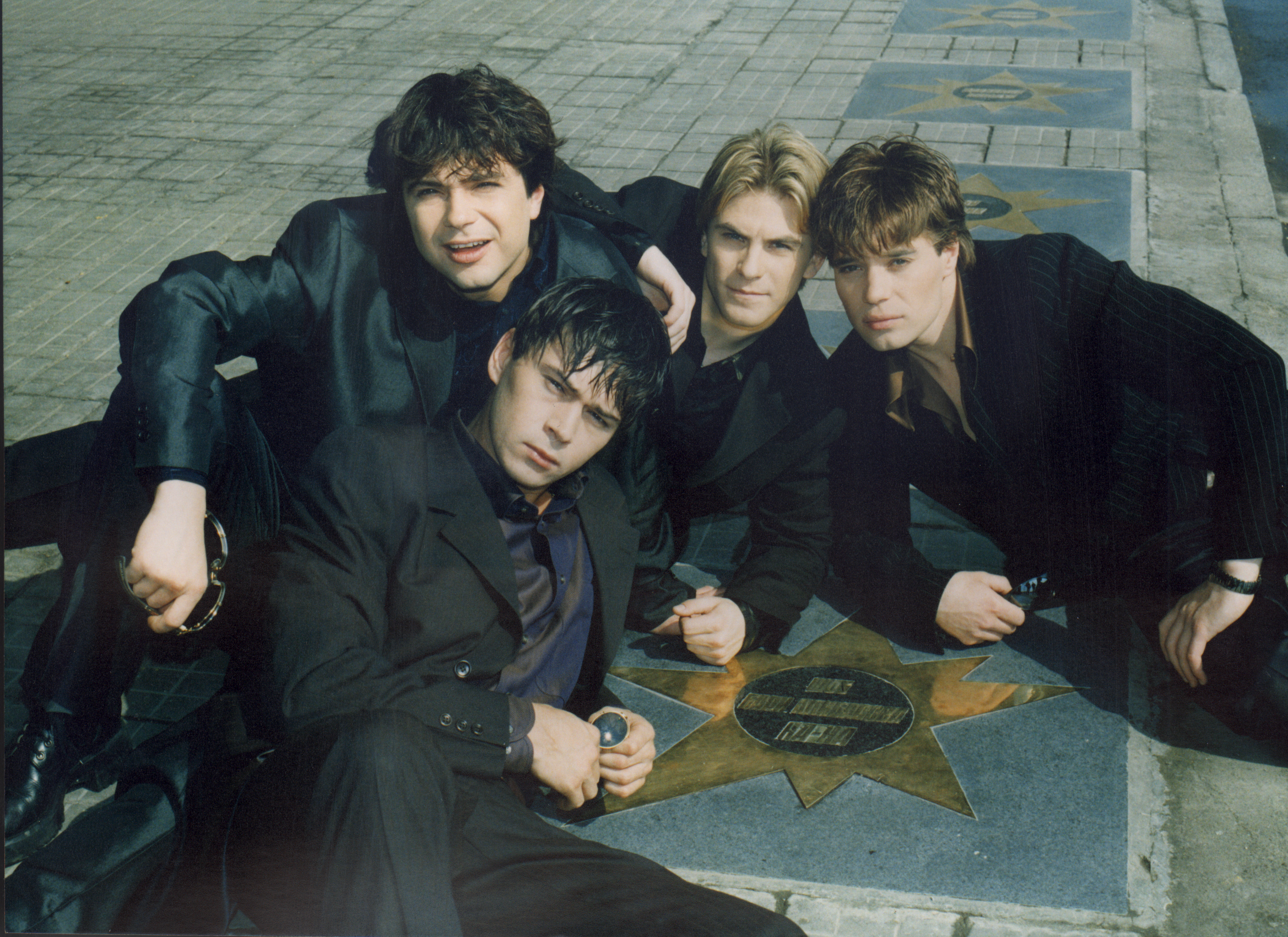
Поява іменної зірки «На-На» на «Площі зірок» в Москві. (1998 рік)

26 квітня 1998 року на «Алеї зірок» ГЦКЗ «Росія» відбулася урочиста закладка іменної зірки групи «На-На». У той же день на «Алеї зірок» відбувся перший міжнародний форум шанувальників групи «Я люблю На-На», в якому взяли участь Аркадій Вайнер, Анатолій Карпов, Джуна, Олексій Булдаков, а також зарубіжні гості. У грудні 1998 року в місті Аткарську на Площі зірок була закладена зірка групи «На-На». Російське дворянське зібрання присвоїло солістам групи «На-На» звання «граф», а Барі Алібасова - титул «князь». Кожному було виділено по ділянці землі в Саратовській області. Приблизно в той же час група отримала дев'яту за рахунком премію «Овація».
У 1998 році в групу прийшов бас-гітарист Леонід Семідьянов. 10 червня 1998 група взяла участь в міжнародній презентації Астани - нової столиці Казахстану. Президент Казахстану Нурсултан Назарбаєв нагородив Барі Алібасова пам'ятною медаллю «Астана». Написана з цієї нагоди пісня «Боз Жорга», казахською мовою, стала хітом в Казахстані.
В кінці серпня 1998 року вийшов альбом «Все життя - гра». До нього увійшли композиції «Дощик», «Любимая», «Панама», «Боз Жорга», «В перший раз», а також рімейки на пісні Алли Пугачової «Панама», «Мільйон червоних троянд», «Папа купив автомобіль».
У 1998 році під брендом «На-На» почали виходити продовольчі та непродовольчі товари (чоловічі одеколони, жувальна гумка, ковбаса та інші). Держстандарт Росії видав групі «На-На» паспорт якості на продукцію.
У лютому 1999 року групу покинув Володимир Льовкін, створивши панк-групу «Кеди». У групі «На-На» знову залишилися чотири солісти: Володимир Політов, Володимир Асимов, В'ячеслав Жеребкин і Павло Соколов.

### 2000-2001

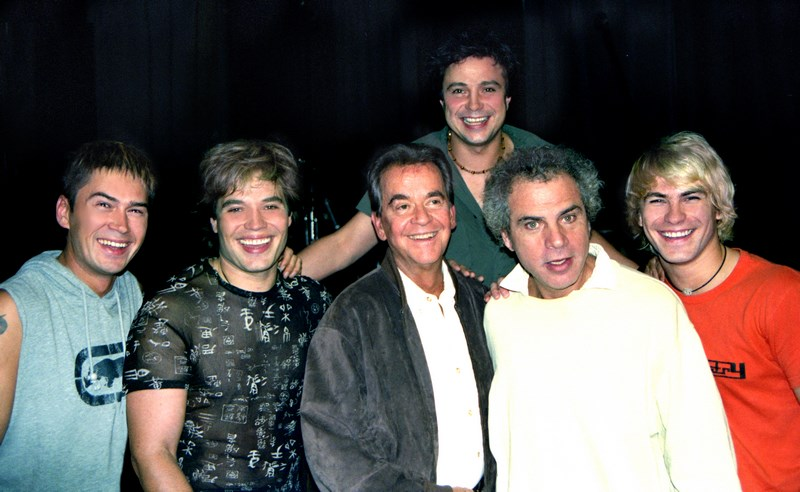
«На-На» і творець Dick Clark Produtions Дік Кларк і Ларрі Клайн, продюсер компанії. (2001 рік, Лос-Анджелес)

За словами Барі Алібасова, голова правління компанії «Warner Brothers» Лес Байдер запропонував йому ідею записати перший гімн планети на космічній орбіті, відправивши туди одного з солістів «На-На». Суть проєкту полягала в наступному: один з солістів групи «На-На» повинен був полетіти в космос із звукозаписною апаратурою і під час перебування на орбіті Землі записати гімн планети - пісню, яку повинен заспівати «зоряний» виконавець з кожного континенту. Запис мала транслюватися на весь світ.
Група почала підготовку до польоту в космос. Солісти пройшли обстеження в Інституті медико-біологічних проблем РАН. У червні 2001 року група «На-На» пройшла серію тестів в Центрі підготовки космонавтів (ЦПК) ім. Гагаріна. В результаті з'ясувалося, що артисти придатні для польоту. Спонсором проєкту була голландська компанія Heineken Holding Фредді Хайнекен. З російської сторони проєкт підтримав міністр культури Михайло Швидкой і глава Росавиакосмоса Юрій Коптєв. Пісню для виконання в космосі відбирали продюсери, серед яких був Роберт Фіцпатрік , який працював з групою The Beatles. Але 3 січня 2002 року помер спонсор проєкту Фредді Хайнекен і група «На-На» вийшла з космічного проєкту.

### 2002-2008

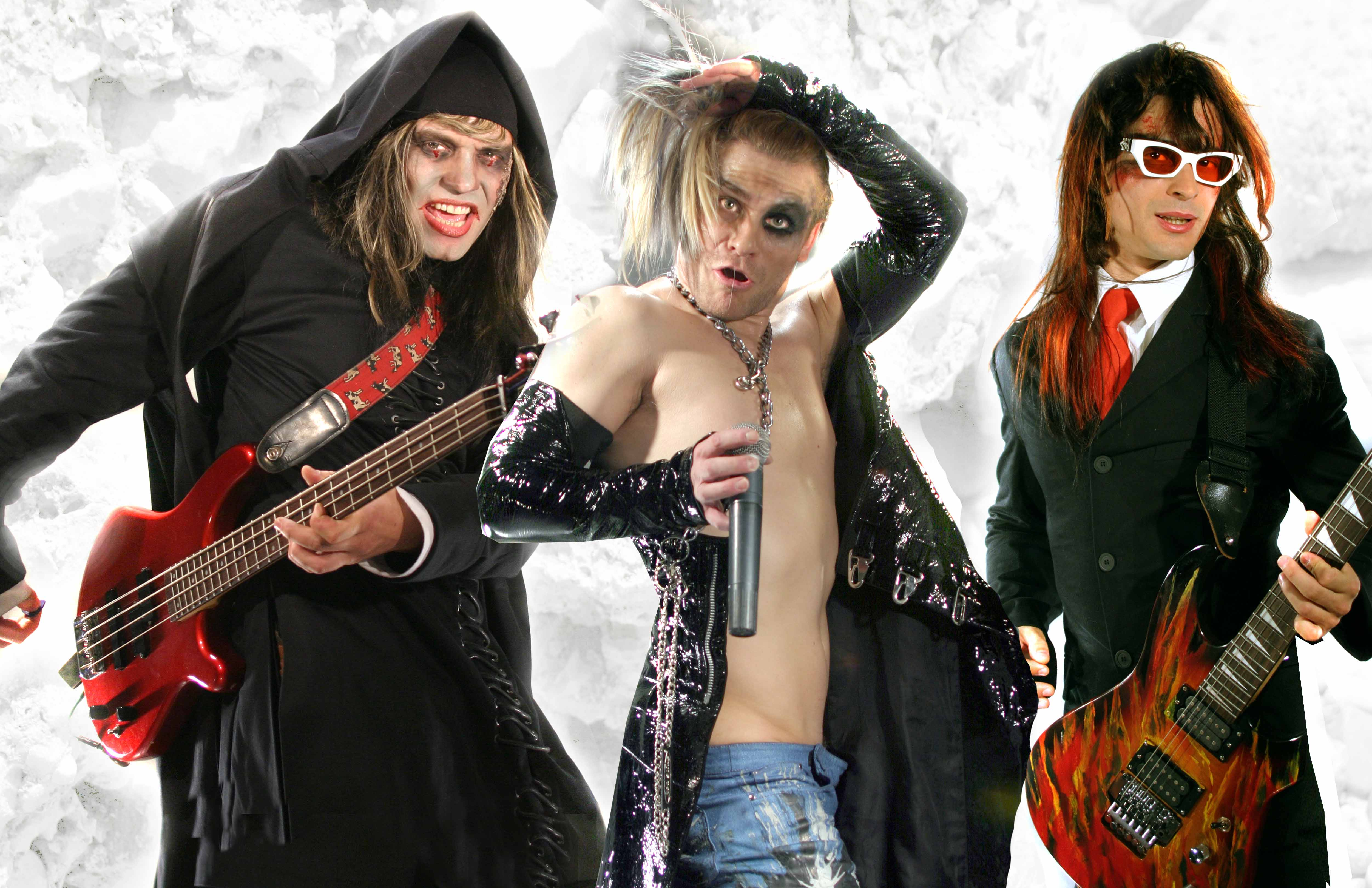
«На-На» в проекті Big Bang: Жеребкин, Соколов, Семідьянов (2003 рік)

У 2002-2006 роках група «На-На» активно гастролювала в Росії і за кордоном. У 2003 році групу заради сольної кар'єри покинув Володимир Асимов. Барі Алібасов почав роботу над музичним проєктом Big Bang за участю солістів «На-На». До групи повернувся Леонід Семідьянов, ставши учасником і нового проєкту Big Bang, в якому солісти групи постали в образах людей, стихій і тварин. За словами Барі Алібасова, Big Bang робився для американського ринку. У цьому проєкті були зацікавлений Дік Кларк і голова правління «Warner Brothers» Лессі Байдер. Коли робота над Big Bang була майже завершена, інвестор несподівано відійшов від проєкту. Через закриття проєкту Леонід Семідьянов змушений був покинути «На-На»  .
Навесні 2007 року група «На-На» стала учасниками фестивалю «Дні слов'янської культури і писемності» в Болгарії. В цей же період Алібасов приступив до роботи над «Шок-шоу», для якого був створений балет «Расіські». Алібасов згадував: «За задумом в шоу закладена ідея конфлікту між чоловіком і жінкою, шоу демонструє боротьбу живого з неживим». З новим шоу група «На-На» дала тур «Барі 60, нам - 18». Прем'єра «Шок-шоу» відбулася в 2008 році в Московському театрі «Золоте кільце». Концерт тривав більше трьох годин. Група гастролювала з «Шок-шоу» по Далекому Сходу, Сибіру і Поволжя. «Шок-шоу» стало продовженням ідеї проєкту Big Bang. Як згадував Алібасов, «ця концертна програма не тільки найдорожча, але й сама незвичайна. Наше шоу занурюється в нові пласти свідомості. Нами підняті теми смерті, непростих відносин між чоловіком і жінкою». З «Шок-шоу» «На-На» гастролювали на Кіпрі, в Німеччині, Польщі, Болгарії, Туреччини, на Олімпіаді в Пекіні, на відкритті «Року Росії» в Болгарії, де були присутні президенти Болгарії - Пирванов і Росії - Путін. У 2008 році був випущений музичний альбом «Шок-Шоу».
У червні 2008 року з групи пішов соліст Павло Соколов. Алібасов прийняв в групу нових солістів Олега Коршунова і Сергія Григор'єва. Через два місяці група знову прибула в Китай на міжнародний фестиваль мистецтв в місті Хух-Хото.

### 2009-2013
У 2009 році «Шок-Шоу» знову було показано в Москві, в концертному залі «Космос». У вересні 2009 року в Новоросійську, на «Алеї зірок» була закладена четверта зірка групи «На-На». У жовтні 2009 року було створено офіційний сайт групи «На-На».
6 березня 2010 року в ГЦКЗ «Лужники» відбувся ювілейний концерт групи «На-На» - «Нам 20 років». У ньому взяли участь Йосип Кобзон, Олександр Панайотов, Оксана Почепа, групи «Челсі», «Прем'єр-міністр», балет Алли Духової «Тодес». Під час концерту групи «На-На» і Барі Алібасова була вручена одинадцята премія «Овація». Алібасов також був нагороджений орденом «Служіння мистецтву» за видатні заслуги в області культури. У травні 2010 року група «На-На» вийшла в фінал телешоу Першого каналу «Надбання РЕспублікі». За підсумками глядацького голосування пісня «Фаїна» увійшла в десятку кращих пісень століття. Влітку 2010 року відбувся тур по Казахстану, а потім група взяла участь в кінофестивалі «Земля батьків» в Усть-Лабінська. У 2010 році канадсько-французький телеканал TV5 зняв документальний фільм про групу «На-На» для каналу Discovery. У зйомках взяли участь художник Андрій Бартенєв і політик Костянтин Боровий.
1 січня 2011 року «На-На», балет, музиканти і техніки групи потрапили в авіакатастрофу в аеропорту Сургута. Літак згорів, але група встигла покинути салон без серйозних ушкоджень. Восени 2011 року телеканал НТВ зняв фільм-бенефіс групи «На-На» під назвою «Уй, На-На!». Пісні чергувалися з сюжетами про історію групи. У концерті взяли участь Лариса Рибальська, Наталія Гулькіна, солістка групи «Комбінація» Тетяна Іванова, Марина Хлєбнікова, Сергій Челобанов, Андрій Разін . У 2012 році за мотивами шоу «Уй, На-На» була створена концертна програма «На-На, агов!». Спеціально для програми були написані нові пісні, а також зроблені ремікси на хіти групи - «Фаїна», «Олена», «Баба Яга», «Де ти була», «Впала Капелюх». 18 квітня 2012 року в Державному Кремлівському Палаці пройшов ювілейний концерт групи з програмою «На-На гей!». Шоу було присвячено 65-річчю Барі Алібасова. Костюми для шоу створив В'ячеслав Зайцев.
У січні 2013 року в Києві був знятий кліп на нову пісню Барі Алібасова «Дихаю я тобою», де учасники групи «На-На» постали в образі космонавтів, що повернулися на Землю. Кліп набрав в "YouTube близько п'яти мільйонів переглядів. У цьому ж місяці в Льодовому Палаці Спорту Санкт-Петербурга відбувся концерт групи «На-На», артистам була вручена премія «Звукова доріжка» газети «Московський комсомолець». У червні 2013 року «На-На» отримала премію «Зірка дорожнього радіо» від радіостанції «Дорожнє радіо». За три останні місяці 2013 року група дала близько 80 концертів в Росії і за кордоном.

### 2014 - даний час

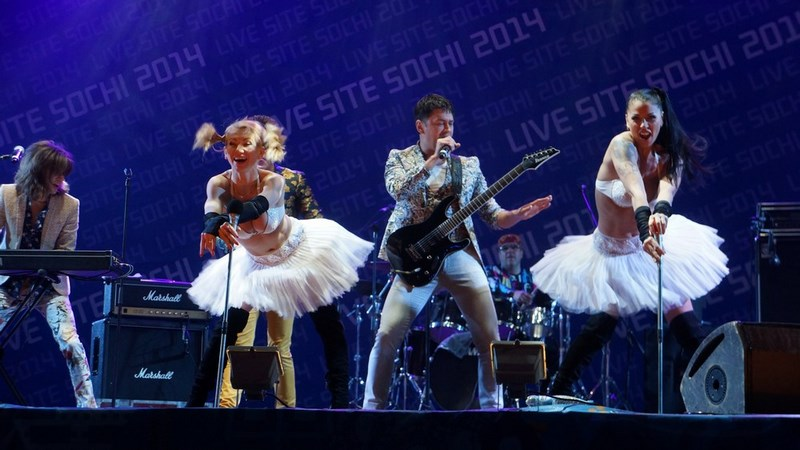
Виступ групи на Олімпійських Іграх в Сочі (2014 року)

Взимку 2014 року Барі Алібасов в супроводі групи «На-На» проніс в Кронштадті Олімпійський факел зимової Олімпіади в Сочі. В рамках Олімпіади-2014 група дала шість концертів для учасників зимових Олімпійських ігор. У червні 2014 року, в рамках «Проекту 5775» студії «SIRECORDS» група «На-На» взяла участь у записі пісні самої довгограючою пісні «Алілуя». За словами одного з організаторів цього музичного марафону, продюсера Ігоря Сандлера, «пісня буде тривати два дні. Її заспівають 5775 людей з усього світу. Кожен буде співати від 3-х до 23-х секунд. Композицію виконали багато артистів - від Йосипа Кобзона до  Бурановських бабусь. Кілька фраз заспівали Барі Алібасов і група На-На ».
14 червня 2014 року до 25-річчя групи «На-На» на Першому каналі телебачення вийшов годинний документальний фільм про групу «На-На» - «Все перемелеться, рідна…». На честь ювілею групи також були дані два концерти в Державному театрі кіноактора. У концерті брав участь перший соліст групи - Володимир Льовкін.
На початку 2017 року група «На-На» після довгої перерви з'явилися в телеефірах з новою піснею «Зінаїда» (автор тексту - Михайло Гуцерієв ). 7 червня на цю пісню відбулася прем'єра відеокліпу.

## Склад

### Поточний склад
- Володимир Політов (рід. 6 грудня 1970) — (1990-наші дні)
- В'ячеслав Жеребкин (рід. 30 серпня 1968) — (1991-наші дні)
- Леонід Семідьянов (рід. 8 вересня 1974) - (1998-2003) — бас-гітара, (2003-2005, 2015 наші дні) - вокал, саксофон
- Михайло Ігонін (2008-2014) - барабани, (2014 наші дні) — вокал

### Колишні учасники
- Володимир Льовкін (нар. 6 червня 1967 - пом. 17 листопада 2024[54]) — (1989-1998)
- Валерій Юрін (1989-1992)
- Марина Хлєбнікова (нар. 6 листопада 1965) — (1989-1990)
- Павло Соколов (нар. 19 квітня 1974) — (1989-1997) — артист балету, (1997-2008) — вокал
- Володимир Асимов (нар. 16 квітня 1967) — (1991-2003)
- Олег Коршунов (2008-2014)
- Сергій Григор'єв (2008-2014)

## «На-На» в кіно
- 1992 - «Сонце, повітря і ..."На-На"»
- 1993 - «Свято на ім'я "На-На"»
- 1995 - «Старі пісні про головне»[55]
- 1995 - «На-Настальгия»
- 1997 - «Старі пісні про головне 3»[56]
- 1997 - «Єралаш»[57] (Випуск № 123)[58]
- 1999 - Цикл музичних фільмів до 10-річчя групи
- 2000 - «Новий рік в листопаді»
- 2001 - «Пролітаючи NA-NA! -над Каліфорнією»
- 2011 - Бенефіс «Уй, На-На» (НТВ)
- 2014 - «Все перемелеться, рідна…» (телеканал «Перший канал»)

## Дискографія

### Студійні альбоми
- 1989 - «Не женися»
- 1991 - «На-На-91»
- 1992 - «Фаїна»
- 1993 - «Красива»
- 1995 - «На-Настальгия»
- 1995 - «Квіти» (тайською мовою)
- Рік випуску 1996 - «Ніч без сну»
- 1997 - «Прикинь, так?»
- 1998 - «Those were the days» (французькою мовою)
- 1998 - «Все життя - гра»
- 1999 - «На-На над землею»
- 2003 - «Особлива енергетика», part 1
- 2007 - «Особлива енергетика», part 2
- 2011 - «Відродження»
- 2013 - «Legendary vol. 1» (англомовний)

### Сингли EP
- 2017 - «Зінаїда»
- 2018 - «Стук вагонів, стукіт сердець»
- 2019 - «Вважаю повільно до ста»
- 2019 - «Пазли»
- 2020 - «Ненормальна»

### Концертні альбоми
- 1997 - «На-На Live»
- 2000 - «На-На-2000»
- 2002 - «Ми повернулися»
- 2009 - «На-На 1989-2009»

### Збірники
- Рік випуску 1996 - «Кращі пісні "На-На"»
- 2000 - «На-На Hits»
- 2012 - «На-На Hits II»
- 2013 - «Водорості і Каучук»
- 2014 - «Клубняк-2014»

### Перевидання
- 2001 - «Фаїна»
- 2006 - «Ніч без сну»
- 2007 - «Прикинь, так?»
- 2008 - «Whose were the days»
- 2008 - «На-На» (Demo-альбом 1989 року)
- 2009 - «На-На над землею»